# Psapharochrus atrosignatus
Psapharochrus atrosignatus är en skalbaggsart som först beskrevs av Julius Melzer 1932.  Psapharochrus atrosignatus ingår i släktet Psapharochrus och familjen långhorningar. Inga underarter finns listade i Catalogue of Life.